# Boykinia
Genre
Boykinia est un genre de plantes de la famille des Saxifragacées.

## Liste d'espèces
Selon BioLib (10 mai 2022) :
- Boykinia aconitifolia Nutt.
- Boykinia heucheriformis (Rydb.) Rosendahl
- Boykinia intermedia (Piper) G.N. Jones
- Boykinia jamesii (Torr.) Engl.
- Boykinia major Gray
- Boykinia occidentalis Torr. & Gray
- Boykinia richardsonii (Hook.) Rothrock
- Boykinia rotundifolia Parry

Selon NCBI (10 mai 2022) :
- Boykinia aconitifolia Nutt., 1834
- Boykinia intermedia (Piper) G.N.Jones, 1936
- Boykinia lycoctonifolia (Maxim.) Engl., 1890
- Boykinia major A.Gray, 1876
- Boykinia occidentalis Torr. & A.Gray, 1840
- Boykinia richardsonii (Hook.) A.Gray ex B.D.Jacks., 1893
- Boykinia rotundifolia Parry ex A.Gray, 1878

Selon The Plant List (10 mai 2022) :
- Boykinia aconitifolia Nutt.
- Boykinia cincinnata (Rosend. & Rydb.) Fedde
- Boykinia heucheriformis (Rydb.) Rosend.
- Boykinia intermedia (A.Heller) G.N.Jones
- Boykinia jamesii (Torr.) Engl.
- Boykinia lycoctonifolia (Maxim.) Engl.
- Boykinia major A.Gray
- Boykinia occidentalis Torr. & A.Gray
- Boykinia richardsonii (Hook.) A.Gray ex B.D.Jacks.
- Boykinia rotundifolia Parry ex A.Gray

Selon Tropicos (10 mai 2022) (Attention liste brute contenant possiblement des synonymes) :
- Boykinia aconitifolia Nutt.
- Boykinia cincinnata (Rosend. & Rydb.) Fedde
- Boykinia elata (Nutt.) Greene
- Boykinia heucheriformis (Rydb.) Rosend.
- Boykinia humilis (Michx.) Raf.
- Boykinia intermedia (Piper) G.N. Jones
- Boykinia jamesii (Torr.) Engl.
- Boykinia lycoctonifolia Engl.
- Boykinia major A. Gray
- Boykinia nuttallii J.M. Macoun
- Boykinia occidentalis Torr. & A. Gray
- Boykinia purpusii Brandegee
- Boykinia ranunculifolia (Hook.) Greene
- Boykinia richardsonii (Hook.) Rothr.
- Boykinia rotundifolia Parry ex A. Gray
- Boykinia tellimoides (Maxim.) Engl.
- Boykinia turbinata (Rydb.) Fedde
- Boykinia vancouverensis (Rydb.) Fedde